# Lettland i olympiska sommarspelen 2012
Lettland deltog i de olympiska sommarspelen 2012 som ägde rum i London i Storbritannien mellan den 27 juli och den 12 augusti 2012.

## Medaljörer
| Medalj | Namn                          | Sport      | Gren                      |
| ------ | ----------------------------- | ---------- | ------------------------- |
| Guld   | Māris Štrombergs              | Cykling    | Herrarnas BMX             |
| Brons  | Mārtiņš Pļaviņš Jānis Šmēdiņš | Volleyboll | Herrarnas beachvolleyboll |

## Bordtennis
- Huvudartikel: Bordtennis vid olympiska sommarspelen 2012

Herrar
| Spelare       | Gren       | Inledande omgång     | Runda 1              | Runda 2              | Runda 3              | Runda 4              | Kvartsfinal          | Semifinal            | Final                | Final            |
| Spelare       | Gren       | Motståndare Resultat | Motståndare Resultat | Motståndare Resultat | Motståndare Resultat | Motståndare Resultat | Motståndare Resultat | Motståndare Resultat | Motståndare Resultat | Placering        |
| ------------- | ---------- | -------------------- | -------------------- | -------------------- | -------------------- | -------------------- | -------------------- | -------------------- | -------------------- | ---------------- |
| Matīss Burģis | Herrsingel | BYE                  | Hinse (CAN) W 4–3    | Smirnov (RUS) L 0–4  | Gick inte vidare     | Gick inte vidare     | Gick inte vidare     | Gick inte vidare     | Gick inte vidare     | Gick inte vidare |

## Brottning
- Huvudartikel: Brottning vid olympiska sommarspelen 2012

Herrar, fristil
| Brottare          | Gren   | Kvalomgång           | Åttondelsfinal       | Kvartsfinal          | Semifinal            | Återkval 1           | Återkval 2           | Final / Brons        | Final / Brons |
| Brottare          | Gren   | Motståndare Resultat | Motståndare Resultat | Motståndare Resultat | Motståndare Resultat | Motståndare Resultat | Motståndare Resultat | Motståndare Resultat | Placering     |
| ----------------- | ------ | -------------------- | -------------------- | -------------------- | -------------------- | -------------------- | -------------------- | -------------------- | ------------- |
| Armands Zvirbulis | -84 kg | BYE                  | Robertti (VEN) W 3–1 | Gattsiev (BLR) L 1–3 | Gick inte vidare     | Gick inte vidare     | Gick inte vidare     | Gick inte vidare     | 10            |

Damer, fristil
| Brottare              | Gren   | Kvalomgång           | Åttondelsfinal         | Kvartsfinal            | Semifinal            | Återkval 1           | Återkval 2           | Final / brons        | Final / brons |
| Brottare              | Gren   | Motståndare Resultat | Motståndare Resultat   | Motståndare Resultat   | Motståndare Resultat | Motståndare Resultat | Motståndare Resultat | Motståndare Resultat | Placering     |
| --------------------- | ------ | -------------------- | ---------------------- | ---------------------- | -------------------- | -------------------- | -------------------- | -------------------- | ------------- |
| Anastasija Grigorjeva | -63 kg | BYE                  | Pirozhkova (USA) W 3–1 | Battsetseg (MGL) L 0–3 | Gick inte vidare     | Gick inte vidare     | Gick inte vidare     | Gick inte vidare     | 9             |

## Cykling
- Huvudartikel: Cykling vid olympiska sommarspelen 2012

### Landsväg
| Cyklist             | Gren                | Tid     | Placering |
| ------------------- | ------------------- | ------- | --------- |
| Aleksejs Saramotins | Herrarnas linjelopp | 5:46:37 | 56        |

### BMX
| Cyklist           | Gren          | Seedning | Seedning  | Kvartsfinal | Kvartsfinal | Semifinal | Semifinal | Final            | Final            |
| Cyklist           | Gren          | Resultat | Placering | Poäng       | Placering   | Poäng     | Placering | Resultat         | Placering        |
| ----------------- | ------------- | -------- | --------- | ----------- | ----------- | --------- | --------- | ---------------- | ---------------- |
| Māris Štrombergs  | Herrarnas BMX | 38.697   | 11        | 8           | 2 Q         | 10        | 3 Q       | 37.576           | 1                |
| Edžus Treimanis   | Herrarnas BMX | DNF      | 32        | 12          | 2 Q         | 14        | 5         | Gick inte vidare | Gick inte vidare |
| Rihards Veide     | Herrarnas BMX | 38.753   | 13        | 19          | 3 q         | 18        | 7         | Gick inte vidare | Gick inte vidare |
| Sandra Aleksejeva | Damernas BMX  | 41.752   | 13        | i.u.        | i.u.        | 19        | 7         | Gick inte vidare | Gick inte vidare |

## Friidrott
- Huvudartikel: Friidrott vid olympiska sommarspelen 2012

Förkortningar
- Notera – Placeringar gäller endast den tävlandes eget heat
- Q = Kvalificerade sig till nästa omgång via placering
- q = Kvalificerade sig på tid eller, i fältgrenarna, på placering utan att ha nått kvalgränsen
- NR = Nationellt rekord
- N/A = Omgången inte möjlig i grenen
- Bye = Idrottaren behövde inte delta i omgången

Herrar
Bana och väg
| Idrottare            | Gren       | Heat                 | Heat                 | Kvartsfinal          | Kvartsfinal          | Semifinal            | Semifinal            | Final                | Final                |
| Idrottare            | Gren       | Resultat             | Placering            | Resultat             | Placering            | Resultat             | Placering            | Resultat             | Placering            |
| -------------------- | ---------- | -------------------- | -------------------- | -------------------- | -------------------- | -------------------- | -------------------- | -------------------- | -------------------- |
| Ronalds Arājs        | 100 m      | Drog sig ur (skadad) | Drog sig ur (skadad) | Drog sig ur (skadad) | Drog sig ur (skadad) | Drog sig ur (skadad) | Drog sig ur (skadad) | Drog sig ur (skadad) | Drog sig ur (skadad) |
| Dmitrijs Jurkevičs   | 1 500 m    | 3:41.40              | 9                    | i.u.                 | i.u.                 | Gick inte vidare     | Gick inte vidare     | Gick inte vidare     | Gick inte vidare     |
| Igors Kazakēvičs     | 50 km gång | i.u.                 | i.u.                 | i.u.                 | i.u.                 | i.u.                 | i.u.                 | 4:06:47              | 45                   |
| Jānis Leitis         | 400 m      | 46.41                | 5                    | i.u.                 | i.u.                 | Gick inte vidare     | Gick inte vidare     | Gick inte vidare     | Gick inte vidare     |
| Arnis Rumbenieks     | 20 km gång | i.u.                 | i.u.                 | i.u.                 | i.u.                 | i.u.                 | i.u.                 | 1:26:26              | 45                   |
| Valērijs Žolnerovičs | Maraton    | i.u.                 | i.u.                 | i.u.                 | i.u.                 | i.u.                 | i.u.                 | DNF                  | DNF                  |

Fältgrenar
| Idrottare          | Gren          | Kval  | Kval      | Final            | Final            |
| Idrottare          | Gren          | Längd | Placering | Längd            | Placering        |
| ------------------ | ------------- | ----- | --------- | ---------------- | ---------------- |
| Mareks Ārents      | Stavhopp      | 5.35  | 22        | Gick inte vidare | Gick inte vidare |
| Ainārs Kovals      | Spjutkastning | 79.19 | 17        | Gick inte vidare | Gick inte vidare |
| Zigismunds Sirmais | Spjutkastning | NM    | —         | Gick inte vidare | Gick inte vidare |
| Igors Sokolovs     | Släggkastning | 72.76 | 21        | Gick inte vidare | Gick inte vidare |
| Māris Urtāns       | Kulstötning   | 19.13 | 27        | Gick inte vidare | Gick inte vidare |
| Vadims Vasiļevskis | Spjutkastning | 72.81 | 38        | Gick inte vidare | Gick inte vidare |

Kombinerade grenar – tiokamp
| Idrottare    | Gren     | 100 m | LJ   | SP    | HJ   | 400 m | 110H  | DT    | PV   | JT    | 1500 m  | Final | Placering |
| ------------ | -------- | ----- | ---- | ----- | ---- | ----- | ----- | ----- | ---- | ----- | ------- | ----- | --------- |
| Edgars Eriņš | Resultat | 10.99 | 6.98 | 13.45 | 1.93 | 50.62 | 15.22 | 45.10 | 4.50 | 57.35 | 4:35.88 | 7649  | 22        |
| Edgars Eriņš | Poäng    | 863   | 809  | 695   | 740  | 786   | 823   | 769   | 760  | 698   | 706     | 7649  | 22        |

Damer
Bana och väg
| Idrottare         | Event          | Heat     | Heat      | Final    | Final     |
| Idrottare         | Event          | Resultat | Placering | Resultat | Placering |
| ----------------- | -------------- | -------- | --------- | -------- | --------- |
| Dace Lina         | Maraton        | i.u.     | i.u.      | 2:47:47  | 98        |
| Poļina Jeļizarova | 3 000 m hinder | 9:27.21  | 4 Q       | 9:38.56  | 13        |
| Agnese Pastare    | 20 km gång     | i.u.     | i.u.      | 1:31:54  | 24        |

Fältgrenar
| Idrottare            | Gren          | Kval  | Kval      | Final            | Final            |
| Idrottare            | Gren          | Längd | Placering | Längd            | Placering        |
| -------------------- | ------------- | ----- | --------- | ---------------- | ---------------- |
| Lauma Grīva          | Längdhopp     | 6.10  | 28        | Gick inte vidare | Gick inte vidare |
| Līna Mūze            | Spjutkastning | 59.91 | 13        | Gick inte vidare | Gick inte vidare |
| Madara Palameika     | Spjutkastning | 60.62 | 10 q      | 60.73            | 8                |
| Sinta Ozoliņa-Kovala | Spjutkastning | 58.86 | 20        | Gick inte vidare | Gick inte vidare |
| Ineta Radēviča       | Längdhopp     | 6.68  | 5 q       | 6.88             | 4                |

Kombinerade grenar – sjukamp
| Idrottare       | Gren     | 100H  | HJ   | SP    | 200 m | LJ   | JT    | 800 m   | Final | Placering |
| --------------- | -------- | ----- | ---- | ----- | ----- | ---- | ----- | ------- | ----- | --------- |
| Aiga Grabuste   | Resultat | 13.65 | 1.77 | 13.52 | DNS   | —    | —     | —       | DNF   | DNF       |
| Aiga Grabuste   | Poäng    | 1028  | 941  | 762   | 0     | —    | —     | —       | DNF   | DNF       |
| Laura Ikauniece | Resultat | 13.71 | 1.83 | 12.64 | 24.16 | 6.13 | 51.27 | 2:12.13 | 6414  | 9         |
| Laura Ikauniece | Poäng    | 1020  | 1016 | 704   | 965   | 890  | 885   | 934     | 6414  | 9         |

## Gymnastik
- Huvudartikel: Gymnastik vid olympiska sommarspelen 2012

### Artistisk
Herrar
| Idrottare          | Gren     | Kval    | Kval    | Kval    | Kval    | Kval    | Kval    | Kval   | Kval      | Final            | Final            | Final            | Final            | Final            | Final            | Final            | Final            |
| Idrottare          | Gren     | Redskap | Redskap | Redskap | Redskap | Redskap | Redskap | Totalt | Placering | Redskap          | Redskap          | Redskap          | Redskap          | Redskap          | Redskap          | Totalt           | Placering        |
| Idrottare          | Gren     | F       | PH      | R       | V       | PB      | HB      | Totalt | Placering | F                | PH               | R                | V                | PB               | HB               | Totalt           | Placering        |
| ------------------ | -------- | ------- | ------- | ------- | ------- | ------- | ------- | ------ | --------- | ---------------- | ---------------- | ---------------- | ---------------- | ---------------- | ---------------- | ---------------- | ---------------- |
| Dmitrijs Trefilovs | Mångkamp | 12.900  | 14.233  | 13.133  | 14.733  | 13.533  | 14.033  | 82.565 | 38        | Gick inte vidare | Gick inte vidare | Gick inte vidare | Gick inte vidare | Gick inte vidare | Gick inte vidare | Gick inte vidare | Gick inte vidare |

## Judo
Herrar
| Idrottare               | Gren                     | 32-delsfinal                | Sextondelsfinal          | Åttondelsfinal       | Kvartsfinal          | Semifinal            | Återkval             | Bronsmatch           | Final                | Final     |
| Idrottare               | Gren                     | Motståndare Resultat        | Motståndare Resultat     | Motståndare Resultat | Motståndare Resultat | Motståndare Resultat | Motståndare Resultat | Motståndare Resultat | Motståndare Resultat | Placering |
| ----------------------- | ------------------------ | --------------------------- | ------------------------ | -------------------- | -------------------- | -------------------- | -------------------- | -------------------- | -------------------- | --------- |
| Konstantīns Ovčiņņikovs | Halv mellanvikt (-81 kg) | Guilheiro (BRA) L 0002–0010 | Gick inte vidare         | Gick inte vidare     | Gick inte vidare     | Gick inte vidare     | Gick inte vidare     | Gick inte vidare     | Gick inte vidare     |           |
| Jevgeņijs Borodavko     | Halv tungvikt (-100 kg)  | Liu (ASA) W 0100–0000       | Peters (GER) L 0000–0011 | Gick inte vidare     | Gick inte vidare     | Gick inte vidare     | Gick inte vidare     | Gick inte vidare     | Gick inte vidare     |           |

## Kanotsport
Sprint
| Kanotist                           | Gren               | Heat   | Heat      | Semifinal | Semifinal | Final  | Final     |
| Kanotist                           | Gren               | Tid    | Placering | Tid       | Placering | Tid    | Placering |
| ---------------------------------- | ------------------ | ------ | --------- | --------- | --------- | ------ | --------- |
| Aleksejs Rumjancevs Krists Straume | Herrarnas K2 200 m | 34.447 | 5 Q       | 34.140    | 5 FB      | 36.110 | 11        |

## Modern femkamp
| Idrottare         | Gren   | Fäktning (värja) | Fäktning (värja) | Fäktning (värja) | Simning (200 m frisim) | Simning (200 m frisim) | Simning (200 m frisim) | Ridsport (hästhoppning) | Ridsport (hästhoppning) | Ridsport (hästhoppning) | Kombinerat: skytte/löpning (10 m luftpistol)/(3000 m) | Kombinerat: skytte/löpning (10 m luftpistol)/(3000 m) | Kombinerat: skytte/löpning (10 m luftpistol)/(3000 m) | Totalpoäng | Slutpoäng |
| Idrottare         | Gren   | Resultat         | Placering        | MF-poäng         | Tid                    | Placering              | MF-poäng               | Straff                  | Placering               | MF-poäng                | Tid                                                   | Placering                                             | MF-poäng                                              | Totalpoäng | Slutpoäng |
| ----------------- | ------ | ---------------- | ---------------- | ---------------- | ---------------------- | ---------------------- | ---------------------- | ----------------------- | ----------------------- | ----------------------- | ----------------------------------------------------- | ----------------------------------------------------- | ----------------------------------------------------- | ---------- | --------- |
| Deniss Čerkovskis | Herrar | 23–12            | 4                | 952              | 2:10,78                | 28                     | 1232                   | 224                     | 32                      | 976                     | 10:46,88                                              | 13                                                    | 2416                                                  | 5576       | 19        |
| Jeļena Rubļevska  | Damer  | 25–10            | 1                | 1000             | 2:26,93                | 32                     | 1040                   | 64                      | 16                      | 1136                    | 12:17,22                                              | 15                                                    | 2052                                                  | 5228       | 8         |